# Глущенко Інна Сергіївна
Інна Глущенко (нар. 12 травня 2004) — українська футболістка, нападниця французького футбольного клубу «Лілль».

## Клубна кар'єра
В вищій лізі України Інна Глущенко дебютувала у складі миколаївськой «Ніки». Не дивлячись на свій юний вік, Інна стала головним бомбардиром своєї команди. В сезоні 2020—2021 в активі Глущенко було 15 зіграних матчи та 17 забитих в них м'ячі.  Наступний сезон молода нападниця розпочала у складі «Кривбасу». За 11 матчів в «Кривбасі» Глущенко відзначилася також найбільшою кількістю голів, ставши знову найкращою бомбардиркою своєї команди. На рахунку гравчині було 8 голів у ворота суперниць, але той сезон було достроково завершено через російську агресію. Після того як чемпіонат України перервали, Інна Глущенко приєдналася до чеського клубу «Словацко». 
Влітку 2022-го року 18-річна Глущенко  підписала контракт з французьким клубом «Реймс», який виступав у елітній лізі D1.

В новій команді українська нападниця майже не мала ігрової практики і вийшла на поле лише у двох матчах першої команди, тому вже через рік Глущенко перейшла до футбольного клубу «Ніцца», що виступає в другому по силі дивізіоні Франції. 

## Кар'єра в збірній
Виступала за юнацькі та молодіжну збірну України.
Дебютувати за національну збірну вдалось 22 лютого 2022-го року в грі проти Болгарії на міжнародному турнирі Alanya Gold City Cup. 
Глущенко вийшла на заміну на 38-й хвилині матчу замість Юлії Шевчук і забила переможний гол.